# Sisimiut
Sisimiut (danska: Holsteinsborg) är huvudort i kommunen Qeqqata på Grönland. Före kommunreformen 2009 var den huvudort i Sisimiuts kommun.
Staden har 5 460 invånare (2010) och är Grönlands nordligaste hamnstad med en isfri hamn under vinterhalvåret. Sisimiut är även Grönlands näst största stad, efter Nuuk. Sisimuts högsta punkt kallas Kællingehætten och når cirka 784 meter över havet.
Till den tidigare kommunen hörde även byarna Sarfannguit, Itilleq och Kangerlussuaq. Numera är alla del av Qeqqata kommun.

## Historia

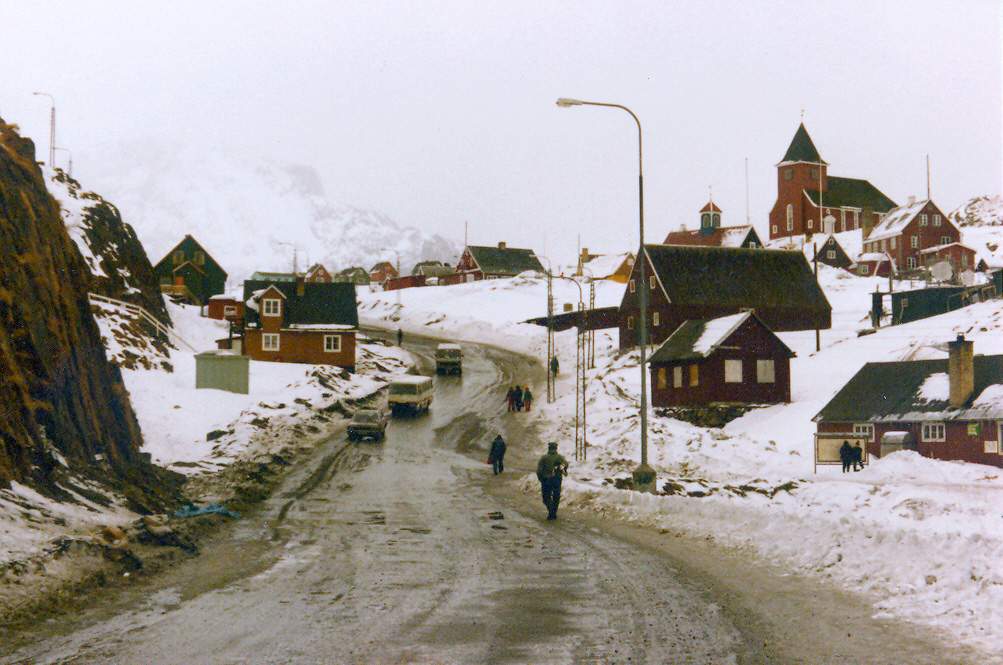
Sisimiut ca 1980.

Sisimiut har varit bebott i ungefär 4 500 år. Urinvånarna inuiterna dök upp för ungefär 1000 år sedan. Missionären Hans Egede anlände 1721 och byggde en kyrka i närheten. Flera 1700-talsbyggnader står fortfarande kvar. Under 1900-talet genomgicks industrialiseringen. I staden etablerades då en fiskförädlingsfabrik och en kommersiell hamn.
Sisimiut har utvecklats till att bli främst en turiststad, och det finns flera hotell i staden.

## Infrastruktur
Likt många andra orter på Grönland är det inte möjligt att ta sig till och ifrån Sisimiut med bil. Flygplatsen på orten har en kort landningsbana som enbart lämpar sig för mindre flygplan. För att flyga från platser utanför Grönland är det därför nödvändigt att byta plan vid närbelägna Kangerlussuaq flygplats eller på Nuuk flygplats. Reguljärflyg går även till bland annat Nuuk. Utöver detta går under sommaren kustfärjor mellan orterna längs västkusten, med en avgång i veckan. Dessa drivs av Arctic Umiaq Line. På vintern är hundspann en viktig transportmetod, främst till bosättningarna längre norrut. Det har varit diskussioner i många år om att bygga en cirka 170 km lång väg till Kangerlussuaq, men den har ansetts dyr att bygga. Den beslutade lösningen blev att bygga en enkel grusväg för fyrhjulsdrivna fordon.
Den första delen av vägen invigdes den 5 oktober 2024. Den är 84 kilometer lång och utgår från Kellyville i närheten av Kangerlussuaq. Efter drygt 20 km går två små grusvägar till Qorlortoq och Tasersuaq. Resten av vägen väntas klar sommaren 2025.

## Vänorter
- Qaanaaq, Grönland
- Iqaluit, Nunavut
- Klaksvik, Färöarna
- Albertslund, Danmark
- Skagen, Danmark